# Antoni Szacki
Antoni Szacki, ps. „Bohun”, „Dąbrowski” (ur. 1 marca 1902 w Wilnie, zm. 2 lipca 1992 w Costa Mesa) – polski wojskowy, działacz ONR, kapitan Wojska Polskiego II RP, pułkownik Narodowych Sił Zbrojnych, dowódca Brygady Świętokrzyskiej NSZ-ZJ, kolaborant z Niemcami podczas II wojny światowej.

## Życiorys
Pochodził z rodziny inteligenckiej. Za udział ojca w ruchu rewolucyjnym 1905 r. cała rodzina zesłana została do Tomska na Syberii. Tam przebywała do 1910 r., kiedy zmarł ojciec Szackiego. Następnie przenieśli się do Charkowa, gdzie Szacki uczęszczał do gimnazjum. Tam też przeżył okres rewolucji październikowej i wojny domowej.
W 1919 r. powrócił do Warszawy i wstąpił na ochotnika do wojska. Otrzymał przydział do 1 pułku Ułanów Krechowieckich. W czasie kampanii 1920 r. został ranny i dostał się do niewoli bolszewickiej, z której został uwolniony dopiero po podpisaniu pokoju ryskiego.
W 1923 r. zdał egzamin dojrzałości i podjął studia na Politechnice Warszawskiej. Ze studiów jednak zrezygnował i w 1924 r. wstąpił do Oficerskiej Szkoły Piechoty w Warszawie. Jako jej uczeń brał udział w walkach podczas zamachu majowego 1926 r. przeciwko zbuntowanym oddziałom Józefa Piłsudskiego. Został w ich trakcie ranny. W 1927 r. otrzymał stopień podporucznika i został skierowany do 76 pułku piechoty w Grodnie, w którym służył do września 1939 r. Prawdopodobnie już w 1934 r. został członkiem Obozu Narodowo-Radykalnego.
Na początku kampanii wrześniowej w 1939 r. trafił do sztabu Armii „Prusy”. Po jej rozbiciu przez wojska niemieckie znalazł się we Lwowie. Tutaj został wzięty do niewoli niemieckiej, z której zbiegł i przedostał się do Krakowa. Ostatecznie osiadł w Zagnańsku.
W 1940 r. wstąpił do Związku Jaszczurczego, a następnie do Narodowych Sił Zbrojnych. Pełnił funkcję szefa sztabu Okręgu V Kielce NSZ. Po rozłamie, do jakiego doszło w NSZ w marcu/kwietniu 1944 r., opowiedział się po stronie frakcji wywodzącej się z grupy „Szańca”, która nie zgodziła się na podporządkowanie Armii Krajowej (NSZ-ZJ). Od sierpnia 1944 r. był dowódcą Brygady Świętokrzyskiej NSZ-ZJ. Pod jego dowództwem jednostka ta od jesieni 1944 pozostawała w stałym kontakcie z szefem komórki Gestapo odpowiedzialnej za zwalczanie polskiego podziemia w dystrykcie radomskim SS-Hauptsturmführerem Paulem Fuchsem za pośrednictwem niemieckiego agenta kpt. Huberta Jury ps. „Tom”, który pełnił w brygadzie funkcję oficera do zadań specjalnych i jeszcze przed jej powstaniem utworzył organizację wywiadowczą nazwaną od jego pseudonimu organizacją Toma, współpracującą z Gestapo i SS w zwalczaniu podziemia komunistycznego i politycznych przeciwników Brygady Świętokrzyskiej z niekomunistycznych organizacji ruchu oporu (zarówno lewicowych, takich jak PAL i OW PPS-AK, jak i prawicowych, np. NOW-AK, NSZ-AK oraz BCh), mając na celu przejęcie przez wywodzące się z ONR polityczne zaplecze brygady pełni władzy w Polsce w drodze zamachu stanu i wprowadzenie w niej faszystowskiej dyktatury. W styczniu 1945, wobec zbliżającej się do Polski ofensywy Armii Czerwonej, brygada wycofała się wraz z Niemcami z Kielecczyzny przez Śląsk na terytorium Protektoratu Czech i Moraw, gdzie w ostatnich dniach wojny przeszła na stronę wojsk amerykańskich. 5 maja 1945 wyzwoliła hitlerowski obóz koncentracyjny dla kobiet w Holisovie k. Pilzna, a następnie nawiązała kontakt z amerykańską 3 Armią gen. George’a Pattona. Ze względu na swoją przeszłość była jednak dla Amerykanów sojusznikiem politycznie niewygodnym, dlatego w sierpniu 1945 została rozformowana przez dowództwo amerykańskie. Formacja ta posiadała niemieckich oficerów łącznikowych, zaopatrzenie i dostawy amunicji oraz dyslokowała się według rozkazów niemieckiego dowództwa. O jawnej współpracy dowódców Brygady Świętokrzyskiej, w tym Szackiego, z Niemcami donosiły meldunki Armii Krajowej do Rządu RP na uchodźstwie w Londynie. Tuż po zakończeniu II wojny światowej, przybyły do Anglii szef referatu wywiadu Inspektoratu Kieleckiego AK kpt. Leon Torliński ps. „Kret” pisał w swym sprawozdaniu:

„Współpraca z gestapo była w zasadzie jawna i poszczególni d[owód]cy nie kryli się z tym, że otrzymują broń i amunicję do walki z komuną od władz okupacyjnych. Znany jest wypadek (styczeń lub luty 1944), gdzie oficerowie NSZ z bronią przyjeżdżali do gestapo w Ostrowcu [Świętokrzyskim], tam omawiali sprawy obławy na PPR i przekazywali gestapo materiał odnośnie [do] komórek PPR - otrzymując w zamian worek amunicji (...). Aresztowani przypadkowo oficerowie i żołnierze NSZ, po wyjaśnieniach, byli zwalniani z bronią. Niemcy już wówczas uważali NSZ za polski »narodowy socjalizm«, prowadzący jawną walkę z Rosją, robiący dywersję w ugrupowaniach politycznych Polski podziemnej i rozbijający spoistość Armii Krajowej przez propagandę w szeregach byłych żołnierzy NOW (Narodowe Oddziały Wojskowe [właśc. Narodowa Organizacja Wojskowa - C.B.]), scalonych w ramach AK (...). Będąc jeszcze w lesie, otrzymywałem meldunki od poszczególnych placówek AK z pow. Jędrzejów i Włoszczowa, że »Bohun« uzgadnia z d[owódz]twem niemieckim kwestię rozlokowania swego oddziału. Po demobilizacji 2. DP w październiku [...] otrzymywałem dziesiątki meldunków z różnych placówek o jawnej współpracy »Bohuna« z wojskiem niem[ieckim]. Np. ludzie z AK, dobrze znający »Bohuna«, osobiście spotykali go jadącego niem[ieckim] samochodem wojsk[owym] w mundurze i z bronią, [wiedziano też,] że władze niem[ieckie] zaliczały chłopom z pow. Jędrzejów i Włoszczowa bydło i zboże rekwirowane przez »Bohuna« jako kontyngent i chłopi otrzymywali za nie premie jak za kontyngent”.

We wrześniu 1945 został dowódcą Polskich Kompanii Wartowniczych w amerykańskiej strefie okupacyjnej Niemiec, do których wcielono część byłych żołnierzy Brygady Świętokrzyskiej. Ze stanowiska tego został usunięty w marcu 1946. Prawdopodobnie Amerykanie przeczuwali wówczas, że komunistyczne władze polskie mogą oskarżyć go o kolaborację lub zbrodnie wojenne i domagać się jego ekstradycji. Ewentualne potwierdzenie stawianych mu zarzutów postawiłoby ich w niezręcznej sytuacji. Zgodnie z ówczesnym prawem, władze polskie musiały najpierw wystąpić do Komisji Narodów Zjednoczonych do Spraw Zbrodni Wojennych (ang. United Nations War Crimes Commission, UNWCC) z wnioskiem o uznanie Szackiego za zbrodniarza wojennego. Na podstawie decyzji UNWCC oskarżony był następnie wpisywany na listy Centralnego Rejestru Przestępców Wojennych i Podejrzanych (ang. Central Registry of War Criminals and Security Suspects, CROWCASS), które traktowane były jako listy gończe. Ostateczna decyzja o ekstradycji należała do kompetencji władz okupacyjnych. Wobec tego, że UNWCC nie zajmowała się obywatelami państw alianckich, którzy dopuścili się współpracy z Niemcami, początkowo zdecydowało się na zwrócenie się bezpośrednio do amerykańskich władz wojskowych z pominięciem UNWCC. Po przewidywanej odmowie zamierzano odwołać się do Sojuszniczej Rady Kontroli Niemiec, pragnąc przenieść całą sprawę na forum międzynarodowe. Z tym stanowiskiem nie zgodził się szef Polskiej Misji Wojskowej Badania Niemieckich Zbrodni Wojennych ppłk Marian Muszkat, dowodząc, że należy kontynuować przygotowania do wystąpienia z wnioskiem do UNWCC, oskarżając Szackiego nie o kolaborację, ale przede wszystkim o „zabójstwa partyzantów AL, grabieże chłopów, współdziałanie z SS w prześladowaniu ludności cywilnej i jeńców”.
W styczniu 1947 roku ppłk Muszkat złożył wniosek o zarejestrowanie Szackiego na liście UNWCC. W marcu UNWCC wpisało byłego dowódcę Brygady Świętokrzyskiej na listę zbrodniarzy wojennych pod numerem 4187. Jednak z uwagi na fakt, że był obywatelem Polski, nie udało się uzyskać wpisania go na listę CROWCASS. Mimo nieprzychylnej postawy Amerykanów, we wrześniu 1947 władzom polskim udało się uzyskać nakaz ekstradycji Szackiego, jednak nigdy do niej nie doszło, zapewne z powodu bliskiej współpracy środowiska Brygady z kontrwywiadem armii amerykańskiej. W lutym 1949 Antoni Szacki opuścił amerykańską strefę okupacyjną Niemiec i zamieszkał we Francji, gdzie zajął się prowadzeniem gospodarstwa rolnego. Po uzyskaniu potwierdzenia tej informacji, polskie MSZ w kwietniu 1949 wystosowało do ambasady francuskiej w Warszawie notę, w której zażądało aresztowania i wydania Polsce Szackiego. Władze polskie liczyły w tej sprawie na poparcie Francuskiej Partii Komunistycznej oraz wpływowej lewicowej prasy we Francji. Jednak opieszałe działania polskiej ambasady w Paryżu oraz napięte stosunki polsko-francuskie, które uległy znacznemu pogorszeniu po aresztowaniu i oskarżeniu kilku obywateli Francji o działalność szpiegowską (w tym francuskiego konsula w Szczecinie), a następnie skazaniu ich na wieloletnie wyroki więzienia przez komunistyczne sądy, spowodowały, że działania te nie powiodły się. W sierpniu 1950 Antoni Szacki został zatrzymany w Tuluzie, jednak po kilku dniach tamtejszy sąd nakazał jego zwolnienie i odrzucił wniosek o ekstradycję. W uzasadnieniu sąd podkreślił, że zarzuty sformułowane wobec Szackiego przez komunistyczny rząd polski miały charakter zdecydowanie polityczny i naruszały jego prawa. W 1956 r. przeniósł się do Stanów Zjednoczonych. Zmarł 2 lipca 1992 r. w Costa Mesa, w Kalifornii.
Po 1992 został odznaczony Krzyżem Narodowego Czynu Zbrojnego, choć wcześniej posiadał już od 1944 Krzyż Srebrny z Mieczami pierwotnego odznaczenia o tej samej nazwie.
Antoni Szacki napisał i opublikował książkę Byłem dowódcą Brygady Świętokrzyskiej, w której oprócz losów dowodzonego przez siebie oddziału, krytycznie ocenił organizatorów powstania warszawskiego, jak i jego bilans końcowy, cyt. 200 000 zabitych, kompletnie zniszczona w ciągu 63 dni stolica wraz z całym bezcennym wielowiekowym dorobkiem narodu polskiego. Wspomnienia Szackiego zawierają szereg przekłamań, służących przedstawieniu siebie i swojej jednostki w jak najlepszym świetle. Pisze on m.in. o wzięciu przez Brygadę Świętokrzyską do niewoli sztabu XIII Armii Niemieckiej, w tym 2 generałów, we współpracy z 2 Dywizją Pancerną armii USA. W rzeczywistości 2 Dywizja Pancerna stacjonowała setki kilometrów od Brygady Świętokrzyskiej, a w siłach zbrojnych III Rzeszy nie było armii o numerze XIII. Mimo to wspomnienia te są często traktowane zupełnie bezkrytycznie, m.in. przez Instytut Pamięci Narodowej.

## Awanse
- podporucznik – 7 sierpnia 1927 ze starszeństwem z dniem 15 sierpnia 1927 i 20. lokatą w korpusie oficerów piechoty
- porucznik – 15 sierpnia 1929 ze starszeństwem z dniem 15 sierpnia 1929 i 20. lokatą w korpusie oficerów piechoty
- kapitan – ze starszeństwem z dniem 1 stycznia 1936 i 293. lokatą w korpusie oficerów piechoty[20]
- podpułkownik – 15 sierpnia 1944 – awansowany przez Radę Polityczną NSZ[21]